# Diaforobiotus islandicus
Genre
Espèce
Synonymes
- Macrobiotus islandicus Richters, 1904
- Macrobiotus ruffoi Maucci, 1973
- Macrobiotus islandicus nicaraguensis Séméria, 1985

Diaforobiotus islandicus, unique représentant du genre Diaforobiotus, est une espèce de tardigrades de la famille des Richtersiidae. 

## Distribution
Cette espèce se rencontre en Europe, en Amérique du Nord et au Nicaragua.

## Liste des sous-espèces
Selon Degma, Bertolani et Guidetti, 2016 :
- Diaforobiotus islandicus islandicus (Richters, 1904)
- Diaforobiotus islandicus nicaraguensis (Séméria, 1985)

## Publications originales
- Richters, 1904 : Isländische Tardigraden. Zoologische Anzeiger, vol. 28, p. 373-377 (texte intégral).
- Séméria, 1985 : Deux nouvelles formes de tardigrades du Nicaragua: Echiniscus maesi n. sp. (Heterotardigrada, Echiniscoidea, Echiniscidae) et Macrobiotus islandicus nicaraguensis n. ssp. (Eutardigrada, Macrobiotidae). Comptes Rendus de l'Académie des Sciences Série III Sciences de la Vie, vol. 300, no 1, p. 9-11.
- Guidetti, Rebecchi, Bertolani, Jönsson, Kristensen & Cesari, 2016 : Morphological and molecular analyses on Richtersius (Eutardigrada) diversity reveal its new systematic position and lead to the establishment of a new genus and a new family within Macrobiotoidea. Zoological Journal of the Linnean Society, vol. 178, no 4, p. 834–845.